# Trévérec
Trévérec (bretonisch: Trevereg) ist eine französische Gemeinde mit 224 Einwohnern (Stand: 1. Januar 2022) im Département Côtes-d’Armor in der Region Bretagne.

## Geographie
Umgeben wird Trévérec von der Gemeinde Tréméven im Norden, von Lannebert im Osten, von Gommenec’h im Süden und von Saint-Gilles-les-Bois im Westen.

## Bevölkerungsentwicklung

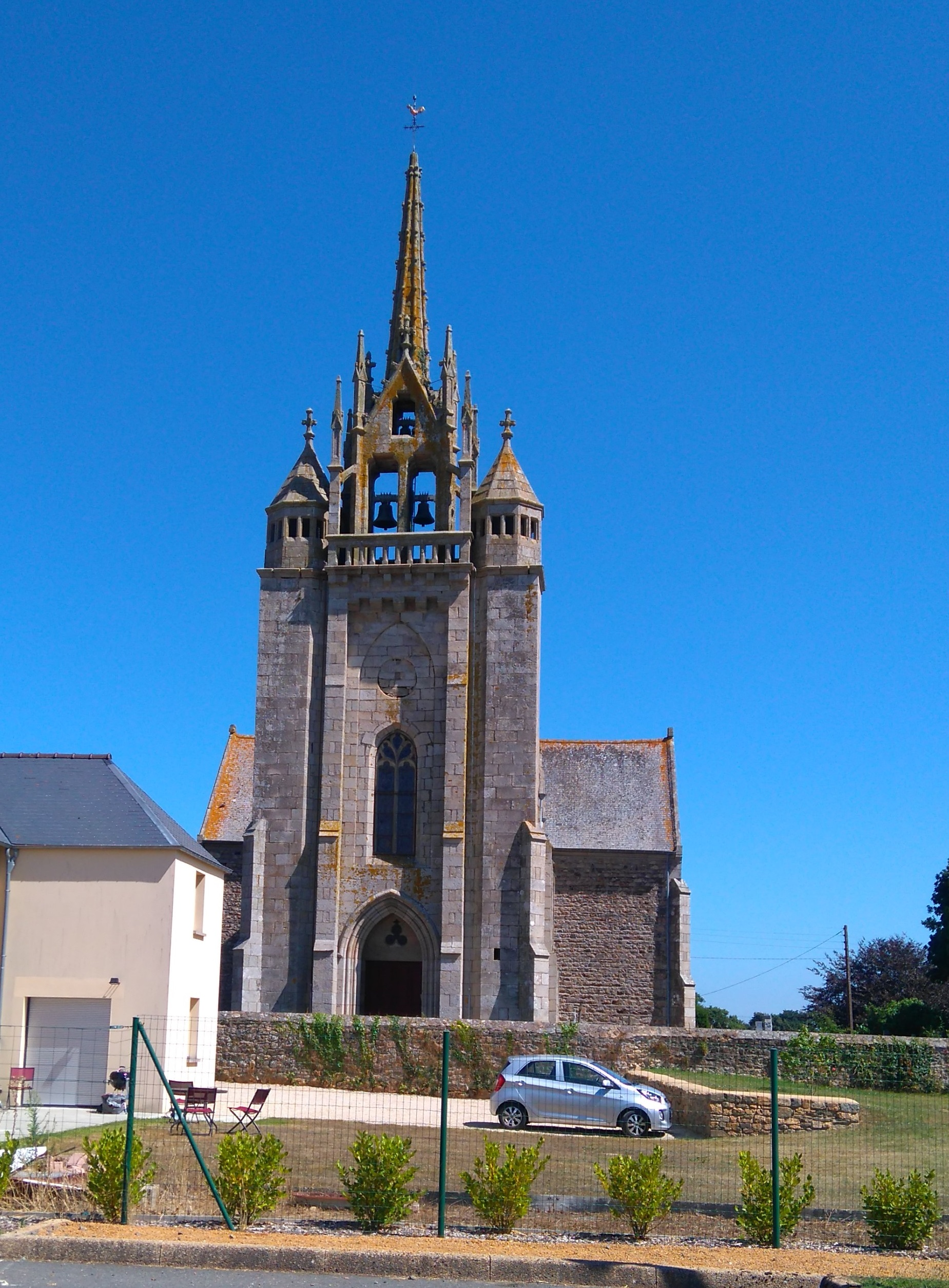
Kirche Saint-Véran

| 1962 | 1968 | 1975 | 1982 | 1990 | 1999 | 2008 | 2012 |
| 127  | 201  | 208  | 178  | 190  | 174  | 191  | 220  |